# Гай Клодий Нум
Гай Клодий Нум (на латински: Gaius Clodius Nummus) е политик и сенатор на Римската империя през началото на 2 век.
През 114 г. той е суфектконсул заедно с Луций Кезений Соспет.